# New Tazewell
Pour les articles homonymes, voir Tazewell.
New Tazewell est une municipalité américaine située dans le comté de Claiborne au Tennessee.
Selon le recensement de 2010, New Tazewell compte 3 037 habitants. La municipalité s'étend alors sur une superficie de 5,13 milles carrés (13,29 km2).
La localité est fondée dans les années 1880, lorsque le chemin de fer évite Tazewell. Nommée Cowan City lors de sa construction, la ville est appelée New Tazewell par les habitants de la région, en opposition à Old Tazewell. Selon une autre version, elle aurait été nommée en l'honneur du sénateur de Virginie Littleton Waller Tazewell (en), contrairement à Tazewell, nommée en l'honneur de la ville de Virginie et du sénateur Henry Tazewell. New Tazewell est une municipalité depuis 1954.